# 龙泉镇 (靖宇县)
龙泉镇，是中华人民共和国吉林省白山市靖宇县下辖的一个乡镇级行政单位。

## 行政区划
龙泉镇下辖以下地区：
龙西村、龙东村、双龙村、小北山村、富国村、梨树村、南阳村、大北山村、程山村和五台村。